# Sheldonella
Sheldonella is een geslacht van tweekleppigen uit de  familie van de Noetiidae.

## Soorten
- Sheldonella delgada (Lowe, 1935)
- Sheldonella lateralis (Reeve, 1844)
- Sheldonella maoica (Maury, 1917)
- Sheldonella minutalis Oliver & Cosel, 1993